# 熱塩循環
熱塩循環（ねつえんじゅんかん、英: thermohaline circulation）は、おもに中深層（数百メートル以深）で起こる地球規模の海洋循環を指す言葉である（水深千数百メートル以下での海洋循環を指すという説もある）。語源の thermo は熱、haline は塩分の意味で海水の密度はこの熱と塩分により決定される。メキシコ湾流のような表層海流が、赤道大西洋から極域に向かうにつれて冷却し、ついには高緯度で沈み込む（北大西洋深層水の形成）。この高密度の海水は深海底に沈み、1200年後に北東太平洋に達して再び表層に戻る。その間それぞれの海盆の間で広範囲に渡って混合が起こり均一化することで海洋の世界的なシステムを作っている。この過程で、水塊は（熱）エネルギーと物質（固体、溶解物質、ガス）を運んで地球上を移動する。このように、循環現象は地球の気候に大きな影響を与えている。
熱塩循環と表層で起こる風成循環とを合わせて、海洋大循環と呼ぶ。熱塩循環は大循環、深層大循環、グローバルコンベアーベルトとも呼ばれる。海水が南北に移動し表面近くと深層の間を行き来することにより特徴付けられるため、子午面循環（英語で meridional overturning circulation）と呼ばれることもある。

## システム
表層海流が風によって起こるということは、例えば池の表面に風によってさざなみが立つのを見ることで直感的に理解できる。したがって昔の海洋学者は、深海では風の影響が無いので完全に静止した世界であろうと考えていた。しかし現在の計測機器の発達により深海にも、潮汐による流れに加えて、表層よりかなり弱いながらも海流があるということがわかってきた。深層の流れを駆動するおもな原因は密度の違いと考えられていたが、近年の研究では風がおもな駆動力の起源という説が有力である 。
海水の密度は全地球で一様ではなく、その違いは明瞭で不連続である。表層で形成される水塊の間には明瞭な境界が存在し、その性質を維持している。軽い水塊が重い水塊の上に乗るというように（木片や氷が水に浮くように）、形成された時の状態で決まる密度によって、重い方が潜り込み、軽い方が乗り上げるというような状態を示す。海水の密度は、温度と塩分と圧力によって決まる。冷たい海水、塩分の多い海水は、それぞれ温かい海水、塩分の少ない海水より高密度になる。水塊は最も安定した状態を保つため流動する。
ただ注意が必要なのは、海洋に温度と塩分を与えるのが表面だけである点である（地熱の効果は小さい）。水槽に水を入れ表面の一部を温め他の表面の一部を冷やす実験では、定常な鉛直流は生じない。上層の温かい水と下層の冷たい水を混合するメカニズムが必要になる。この混合は潮汐や風の効果によって生じると考えられている。
風は以上の混合の効果に加え、陸との相互作用やエクマン流で表面と中深層の海水交換を駆動する。エネルギーで見ると風が主な駆動力と考えられているが、密度効果や潮汐による混合を含めたそれぞれの寄与はよく分かっていない。そのため密度効果のみと誤解されうる熱塩循環という呼び方を避けた他の呼び方（上記参照）が多く使われるようになってきた。

### 深層水の形成
海底に沈みこむ密度の高い水塊は、北大西洋と南極海という限られた海域で形成される。この海域で海水は風により冷却され、また海氷形成時に氷から排出される塩分で塩分濃度を増加させる。塩分の増加が海水の凍結温度を下げ、蜂の巣状の海氷の中でさらに冷却された塩水（ブライン）が形成されることで非常に重くなり、氷からゆっくり零れ落ちて海底に沈みこむ。これらの深層水塊は重いので、より軽い海水を押しのけて下るように沈み込んで極域の海盆を満たす。ちょうど陸上の渓谷や河川のように、低層水塊は海底の地形に沿って移動する。
ノルウェー海では風による冷却が主な原因で沈み込んだ水塊北大西洋深層水（NADW）が海盆に広がり、グリーンランドやアイスランドやイギリス沖を繋げる深海のシル（海盆を分断する相対的に浅い海嶺）の裂け目を移動しながら、非常にゆっくりと大西洋の深海平原を南に向って流れている。北部大西洋でこのように沈み込んだ水塊は、ベーリング海峡が非常に浅く狭いため、太平洋に流れ出すことはない。
一方南極海の北部、ウェッデル海の海氷の縁部では、風による冷却に加えブラインの排出が活発である。これにより形成された南極底層水（AABW）が沈み込み大西洋海盆に向かって北方へ流れ出すが、非常に重いので北大西洋深層水の下部に潜り込んでいる。この水塊は南極半島と南アメリカの最南端の間のドレーク海峡によって阻まれ、北大西洋深層水同様に太平洋へ流入することはない。

### 深層水塊の動き
以上のようにおもに大西洋で形成された深層水は、大西洋海盆から南アフリカ沖を経由して、インド洋に流れ込み、オーストラリアから太平洋海盆へと移動する。インド洋と太平洋では深層水は表面の海水と混合する。この混合に伴う上昇流は非常に遅いため、流速を計って上昇流の発生場所を調べるのは海洋表層で起きる風成循環と比べて大変に難しい。しかし深層水は深海で長い移動の途中で物質が沈んで分解したことによって化学的な特徴を持つので、これを北太平洋の表層で探すことで大規模な上昇流が起こる場所を知ることができる。
またコンピュータシミュレーションを用いることにより、深層水塊の動きを追跡することもできる。これによりインド洋と太平洋における混合以上に、南アメリカ大陸と南極大陸の間の緯度で吹く卓越風により、南極海で強い上昇流があることが分かってきた。この結果は、海洋の拡散係数の観測とも一致する。しかし一方ではこれに反する観測結果もあり、深層水塊の動きは未知の部分が多い。

## 地球の気候への影響
熱塩循環は極域の熱収支に大きくかかわり、全地球の海氷の量にも影響を及ぼす。また、地球の放射収支にも大きな影響がある。圧倒的な体積を占める深層水塊は、大気の二酸化炭素濃度にも影響を及ぼしている可能性がある。
後氷期の初期、グリーンランドや北アメリカ氷床の融解によって低密度の淡水が大量に流入し、北大西洋での深層水の形成や沈み込みを極度に阻害したことがわかっており、これがヨーロッパで知られる気候「ヤンガードリアス」イベントを引き起こしたと考えられている。
2023年、デンマークのコペンハーゲン大学の研究チームは、地球温暖化の加速により早ければ2025年にも、北大西洋の熱塩循環が止まるシミュレーション結果を公表した。